# Nora Junco García
Nora Junco García (ur. 31 stycznia 1975 w Madrycie) – hiszpańska przedsiębiorca i polityk, deputowana do Parlamentu Europejskiego X kadencji.

## Życiorys
Z zawodu przedsiębiorca, zajmowała stanowiska dyrektorskie w spółkach z branży mieszkaniowej, hotelowej i mediów społecznościowych. W wyborach europejskich w 2024 kandydowała z trzeciego miejsce na liście ugrupowania Se Acabó La Fiesta zorganizowanego przez Alvise’a Péreza; sama nie prowadziła zauważalnej kampanii wyborczej ani nie podawała szerszych danych o sobie. W wyniku głosowania z czerwca tegoż roku uzyskała mandat posłanki do Parlamentu Europejskiego X kadencji.